# ベンダー
ベンダー

## bender
（英: bender）は、曲げるものを意味する英語であり、深酒などの意味がある。

### 器具など
- パイプベンダー - パイプを常温で扁平することなく曲げる為の工具又は機械。

## vendor
（英: vendor）は、「売り手」（販売者）を意味する英語であり、直接の語義としては製品の供給業者を指す。製造元から購入している業者の場合もあれば、製造業者を含めてこの語を使う場合もある。

### 概要
特定業者の製品のみを扱うベンダーをシングルベンダー、複数業者の製品を扱うベンダーをマルチベンダーと呼ぶ。ベンダーに対する言葉としては、エンドユーザーが挙げられる。

### IT
IT業界では、ハードウェアや・ソフトウェアの供給元企業を「ITベンダー」と呼ぶ。対義語は「ユーザー企業」。

### 自動販売機
日本では自動販売機（vending machine）の設置、運用会社を単に「ベンダー」と呼ぶ。ベンダーが運用する自動販売機は一般的な清涼飲料水のほか雑誌、酒やタバコ、菓子やパンなど多岐にわたる。自動販売機そのものをベンダーと呼ぶ場合もある。